# Nisís Áyios Andréas (ö i Grekland, Sydegeiska öarna)
Nisís Áyios Andréas är en ö i Grekland.   Den ligger i prefekturen Kykladerna och regionen Sydegeiska öarna, i den sydöstra delen av landet, 150 km sydost om huvudstaden Aten.